# Châtillon-en-Bazois
 Châtillon-en-Bazois  es una población y comuna francesa, en la región de Borgoña, departamento de Nièvre, en el distrito de Ville de Château-Chinon. Es el chef-lieu del cantón de Châtillon-en-Bazois.

## Demografía
| 1027 | 1071 | 1151 | 1179 | 1161 | 1056 |
| Para los censos de 1962 a 1999 la población legal corresponde a la población sin duplicidades (Fuente: INSEE [Consultar]) |      |      |      |      |      |